# 테이블톱 롤플레잉 게임

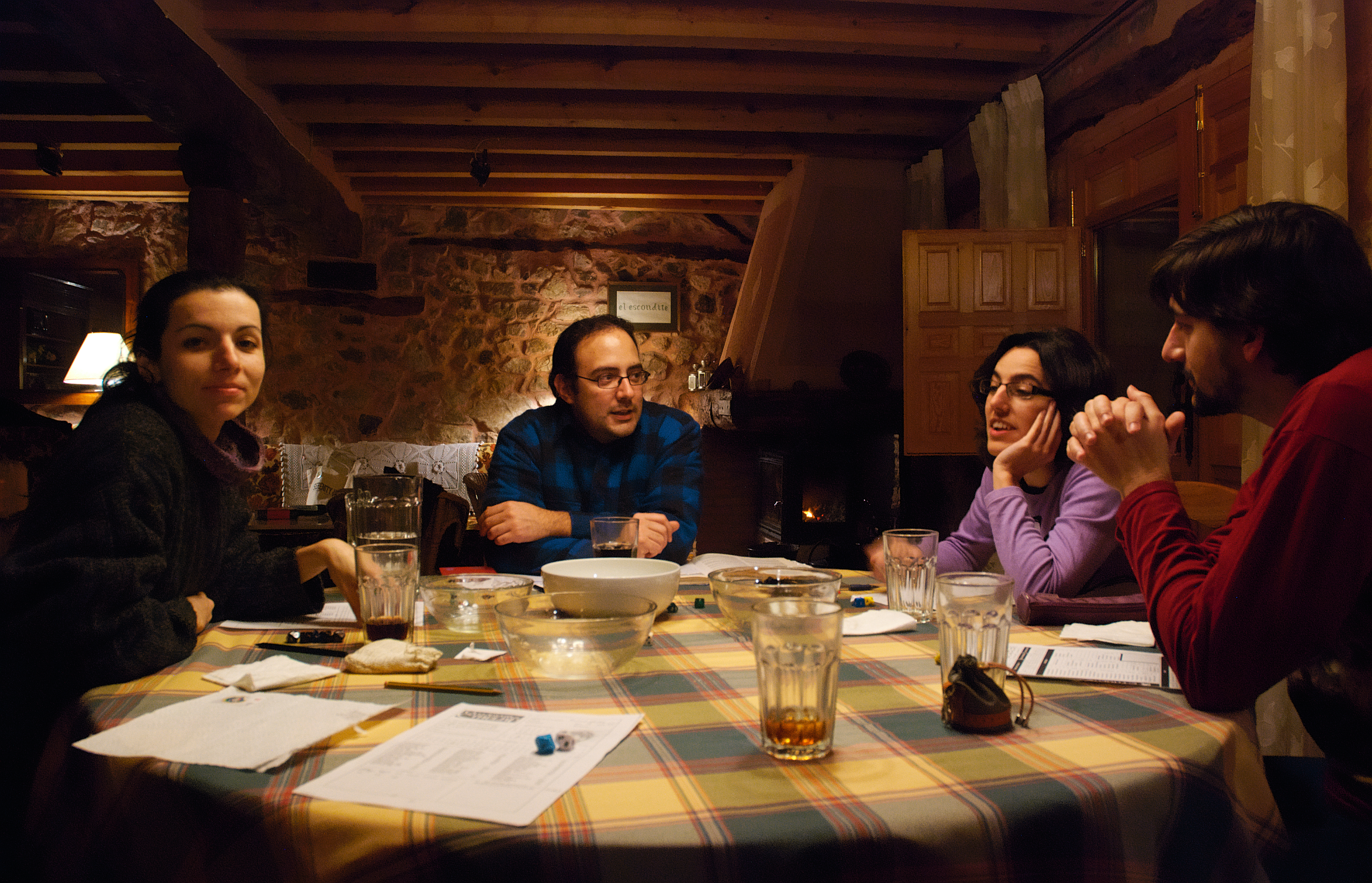

TRPG라는 두문자어로 주로 쓰이는 테이블탑 롤플레잉 게임(영어: tabletop role-playing game), 테이블토크 롤플레잉 게임(영어: table-talk role-playing game, 일본어: テーブルトークRPG テーブルトーク・ロールプレイングゲーム[*]) 또는 테이블 롤플레잉 게임(한국어식 영어)은 롤 플레잉 게임 참가자가 연설을 통해 자신의 캐릭터의 행동을 설명한다. 참가자들에 따라 캐릭터의 특성을 결정한다. 규칙과 지침에 따라 성공하거나 행동이 실패할 수 있다. 규칙 내에서 플레이어가 즉석으로 자유롭게 선택하며, 그들의 선택에 따라 게임의 방향과 결과가 바뀐다.
대개의 경우 펜과 종이, 주사위가 필요하게 되므로 펜 앤 페이퍼 롤플레잉 게임(pen-and-paper role-playing game)이라고도 한다.

## 개요
일반적으로 TRPG의 참가자는 '게임마스터(GM)'와 '플레이어'로 나뉜다. 마스터는 보통 1명, 플레이어의 수는 이론상 제한이 없으나 대개 3~5명이다. 마스터는 플레이 세션의 진행과 NPC(Non-Player Character, 플레이어가 맡지 않은 등장인물)의 행동을 주관하며, 플레이어는 대개 플레이어의 캐릭터만 맡는다.
게임을 선택하는데, 롤북에 따라 게임의 배경이 결정된다. 던전 앤 드래곤의 경우, 중세풍 판타지 세계에서 모험을 하는 스토리가 될 것이다. 롤북이 종류는 상당히 다양해서 생각할 수 있는 것이라면 대부분 할 수 있다. 플레이어는 게임 마스터의 설명에 반응해 각자 자신의 캐릭터가 된 것처럼 대사와 행동묘사를 한다. 컴퓨터 게임이라면 선택문 중에 선택하겠지만, TRPG는 그저 자신의 상상만이 한계다. 그런 점에서 매우 자유도가 높다.

## TRPG 규칙서의 목록
- 겁스(GURPS)
- 던전 앤 드래곤(Dungeons & Dragons: 약자 D&D)
- 던전월드(Dungeon World)
- 로도스도 전기 RPG
- 소드 월드 RPG(Sword World RPG)
- 시노비가미(일본어: シノビガミ 시노비가미[*])
- 월드 오브 다크니스
- 제13시대
- 크툴루의 부름 RPG (Call of Cthulhu: 약자 CoC)
- 파라다이스 플리트 RPG(パラダイス・フリートRPG)
- 폴라리스
- 피아스코 (Fiasco)

## 같이 보기
- RPG
- ORPG